# Bernhard von Lepel

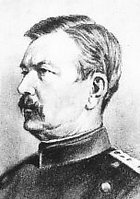
Bernhard von Lepel. Kreidezeichnung von E. H. Grünwald

Georg Friedrich Gustav Bernhard von Lepel (* 27. Mai 1818 in Meppen; † 17. Mai 1885 in Prenzlau) war ein preußischer Offizier (Major a. D.) und Schriftsteller.

## Familie
Bernhard von Lepel entstammte dem pommerschen und mecklenburgischen uradeligen Geschlecht von Lepel. Seine Eltern stammten aus Vorpommern. Sein Vater, der hannoversche Oberstleutnant Adolf von Lepel (1783–1847), war der Bruder des preußischen Generalmajors Friedrich Wilhelm von Lepel (1774–1840), dieser war Adjutant des Prinzen Heinrich in Rom. Seine Mutter Sophie (1796–1823), geb. von Bilow, stammte aus Grischow. Früh verlor er seine Mutter, machte 1827 mit seinem Vater eine Reise nach Rom. Mehrfach floh er aus dem Elternhaus. 1846 reiste er nach Rom und Sizilien.
Bernhard von Lepel heiratete 1847 in Gützkow seine Cousine Hedwig von Lepel (1827–1893), die Tochter des preußischen Hauptmannes und Mitgliedes des Herrenhauses Franz Heinrich Erich von Lepel (1803–1877) auf Wieck (Gützkow) und der Mathilde, Tochter des Juristen Johann Christoph Rodbertus. Die Ehe wurde 1873 geschieden. Aus dieser Ehe kamen drei Söhne, von denen zwei Gutsherren und Fideikommissherren auf Schloss Wieck waren, Franz (1851–1906), Dr. phil. und Hauptmann d. R., von 1877 bis 1906 und dann der Rentier Heinrich von 1906 bis 1911. In zweiter Ehe heiratete Bernhard 1873 Anna von Heydebreck (1834–1899).

## Ausbildung und Karriere

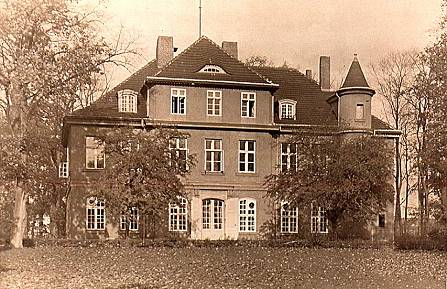
Schloss Bellevue bei Köpenick

Mit 18 trat er in das Kaiser Franz Garde-Grenadier-Regiment Nr. 2 ein. Als Offizier nahm er am dänischen Feldzug 1848 teil und beendete noch im selben Jahr seine aktive Militärlaufbahn. Lebte als Privatier bis 1873 im ererbten Schlößchen Bellevue bei Köpenick. Er trat dann wieder in den Militärdienst bei der Provinzial-Invaliden-Kompagnie in Prenzlau als Chef und Hauptmann. Hier trat er auch der Freimaurerloge Zur Wahrheit bei.
Als Mitglied der Berliner literarischen Gesellschaft Tunnel über der Spree – sein Poetenname dort war Schenckendorf – führte er seinen lebenslangen Freund Theodor Fontane dort ein. Beide unternahmen einige gemeinsame Reisen; über die Reise nach Schottland verfasste Fontane seinen Bericht Jenseit des Tweed – Bilder und Briefe aus Schottland, den er von Lepel widmete. Häufig begleitete er auch Fontane bei dessen „Wanderungen durch die Mark Brandenburg“.
Zunächst äußerte sich Fontane kritischer über seinen Freund: „[…] er war immer absolut schief gewickelt und arbeitete für die ‚Loge‘. Da mag er sich ein Denkmal verdient haben, sonst leider nicht. Und doch war er reich beanlagt und hatte schöne Gottesgaben. Aber wie die Engländer sagen‚ sein Controll-Apparat arbeitete nicht richtig.“ (Brief an Mathilde von Rohr, 23. Mai 1885)
Später (1898) revidierte Fontane sein Urteil über ihn in Von Zwanzig bis Dreißig: „Er war ein wirklicher Humorist, von jener feinsten Art, die meist gar nicht verstanden oder wohl gar mißverstanden wird. Abgesehen davon, daß ihm dieser nicht verstandene Humor oft direktes Ärgernis schuf, empfand er nebenher noch eine ernsthafte und doch auch wieder das Komische streifende Künstlertrauer darüber, gerade seine glänzendste gesellschaftliche Seite nur immer sehr ausnahmsweise gewürdigt zu sehen, und daß ich der war, der diese feinen Dinge jederzeit mit dankbarster Zunge kostete: das gewann mir recht eigentlich sein Herz. Er sammelte Geschichten für mich, erst um mir und dann gleich hinterher auch um sich selber eine Freude zu machen, eine Freude über meine Freude. ‚Ich seh dich so gerne lachen‘, hab ich ihn wohl hundertmal sagen hören.“

## Werke

### Dichtungen
- Tunnel’s Lebensgeschichte und fürchterliche Mordthaten an ziemlichen Gedichten. Berlin 1853. (Digitalisat)
- Giovanni Battista Niccolini: Arnoldo von Brescia. Nebst der Biographie Arnoldo’s. Übersetzt von B. v. Lepel. Berlin 1845. (Digitalisat)
- Lieder aus Rom. Berlin 1846. (Digitalisat)
- An Humboldt. Ode, 1847.
- König Herodes. Drama, Berlin 1860. (Digitalisat)
- Gedichte. Berlin 1866. (Digitalisat)

### Briefe
- Vierzig Jahre – Bernhard von Lepel an Theodor Fontane. Briefe von 1843–1883. Hrsg. Eva A. von Arnim. Friedrich Fontane, Berlin 1910.
- Theodor Fontane und Bernhard von Lepel – Ein Freundschafts-Briefwechsel. Hrsg. Julius Petersen. 2 Bände. C. H. Beck, München 1940.
- Theodor Fontane – Bernhard von Lepel. Der Briefwechsel. Kritische Ausgabe. Hrsg. Gabriele Radecke, In: Schriften der Theodor Fontane Gesellschaft, Band 5.1 und 5.2; de Gruyter, Berlin 2006.

## Genealogie
- Gothaisches Genealogisches Taschenbuch der Adeligen Häuser. Der in Deutschland eingeborene Adel (Uradel). 1900. Erster Jahrgang, Justus Perthes, Gotha 1899, S. 551–552.
- Andreas Hansert, Oskar Matthias Frhr. v. Lepel, (Mitarbeit): Klaus Bernhard Frhr. v. Lepel, Herbert Stoyan: Historisch-Genealogisches Handbuch der Familie v. Lepel (Lepell). Auf der Grundlage familiengeschichtlicher Quellen. In: Deutsches Familienarchiv. Band 151, Verlag Degener & Co., Inhaber Manfred Dreiss, Insingen 2008, ISBN 978-3-7686-5201-8.